# Renato Izzo
Renato Izzo (* 15. Juli 1929 in Rom; † 30. Juli 2009 ebenda) war ein italienischer Synchronsprecher, Schauspieler und Drehbuchautor.

## Leben
Izzo synchronisierte mehr als eintausend Filme und war in vielen Filmen die italienische Stimme von Gregory Peck, Paul Newman und Alain Delon. Mit seiner Frau gründete er eine Gesellschaft, Gruppo Trenta, für die Geschichte der Synchronisation. Daneben verfasste er etliche Drehbücher, einige davon für Regisseur Gianfranco Parolini; eine Handvoll Rollen spielte er vor der Kamera.
2007 erhielt er für sein Lebenswerk den Gran Premio Internazionale del Doppiaggio und den Preis der Gran Galà del Doppiaggio – Romics 2007.
Seine vier Kinder (unter anderem die Zwillingsschwestern Simona und Rossella) sind ebenfalls im Synchrongeschäft tätig.

## Filmografie (Auswahl)

### Schauspieler
- 1960: Die Rache des roten Ritters (Il cavaliere dai cento volti)
- 1962: Tiger der Meere (La tigre dei sette mari)

### Drehbuch
- 1968: O tutto o niente
- 1968: Sartana – Bete um Deinen Tod (…Se incontri Sartana prega per la tua morte)
- 1969: Sabata (Ehi amico… c'è Sabata, hai chiuso!)
- 1970: Adios, Sabata (Indio Black, sai che ti dico: Sei un gran figlio di…)
- 1971: Sabata kehrt zurück (È tornato Sabata… hai chiuso un'altra volta)
- 1974: Fäuste wie Dynamit (Dallas)